# اسکارلت کمپانی
اسکارلت کمپانی (انگلیسی: Scarlet Company) شرکت مخابرات بلژیکی است، که در سال ۱۹۹۲ تأسیس شد.